# Hospital da CSN
O Hospital da CSN é um hospital criado pela Companhia Siderúrgica Nacional, à época de sua fundação, na cidade de Volta Redonda. Inaugurado em 01 de Maio de 1953 e localizado no bairro Vila Santa Cecília, sua rotina era exclusivamente para atendimento de funcionários da CSN e seus familiares, com maior atenção para a parte de acidentes de trabalho, pois havia um ambulatório criado especialmente para atender esta demanda.
Foi o primeiro hospital do estado do Rio e o quinto de todo o Brasil a alcançar a Acreditação em Nível 3. É, também, o único a fazer cirurgias cardíacas na região Sul Fluminense, e inclusive atende a demanda do sistema público de saúde, via SUS.
Passou por diversas administrações e recebeu o nome de Hospital Santa Cecília de Volta Redonda. Desde junho de 2020, o hospital é operado pelo grupo ICC, porém, o imóvel ainda pertence ao grupo CSN.

## Administração Pelo Grupo Vita
Após a privatização da CSN, o Hospital continuou a ser administrado pela empresa até o ano 2000, quando o imóvel do Hospital foi cedido em comodato gratuito por 10 anos - ou seja, até 2010 - pela Companhia ao Grupo Vita. Depois disso, o grupo deveria pagar um aluguel mensal a CSN ou devolver o imóvel.
Foi nesta administração que o hospital tornou-se o primeiro do estado do Rio e o quinto de todo o Brasil a alcançar a Acreditação em Nível 3. Em 2006, o hospital foi Acreditado no Nível de Excelência pela ONA (Organização Nacional de Acreditação).

### Imbróglio Judicial e Ordem de Despejo
Em 2014, por conta de atrasos no pagamento de aluguel, o grupo CSN entrou com uma ação judicial contra o Grupo Vita pedindo a devolução do imóvel, já que a CSN entendia que a dívida total somava R$ 21 milhões.
O imbróglio arrastou-se na Justiça até 2017, quando os desembargadores do Tribunal de Justiça decidiram que o Grupo Vita não poderia sofrer despejo do imóvel, por conta do impacto social que a decisão acarretaria. Por conta disto, a CSN e o Grupo Vita tiveram que chegar a um consenso quanto ao valor do aluguel – que deveria ser depositada em juízo. Alguns pagamentos chegaram a ser realizados, mas num determinado momento, o Grupo Vita parou com os depósitos. No final de janeiro de 2018, esta inadimplência foi constatada pela Justiça. Por conta disso, em maio de 2018, um juiz determinou que o Grupo Vita deveria ser despejado do imóvel até 30 de junho de 2018.
Tão logo veio a público a sentença, os deputados federais Mandetta e Deley solicitaram a criação de uma comissão externa para acompanhar a situação do Hospital. Eles argumentaram tratar-se de um tema de interesse público, já que o Vita é o maior hospital da região sul fluminense. O prefeito da cidade, Samuca Silva] preocupado com uma possível demissão em massa, ligou para o presidente do grupo CSN, Benjamin Steinbruch, solicitando para que, independente de quem fosse o novo operador do hospital, absorvesse os funcionários para que o impacto social na transferência da gestão fosse minimizado.

## Administração pelo Grupo Soebras
Em 18 de junho de 2018, a Sociedade Educativa do Brasil (Soebras) adquiriu 100% das ações do hospital, bem como garantiu quitar a dívida anterior reclamada pelo grupo CSN.
.
A partir de então o passou a se chamar Hospital Santa Cecília de Volta Redonda, mas o imóvel ainda pertence ao grupo CSN.

## Administração pelo Grupo ICC
Em 1º de junho de 2020, em plena pandemia de COVID-19, o Instituto do Câncer do Ceará (ICC) assumiu o controle do Santa Cecília. Mesmo com as dificuldades ocasionadas pelo contexto histórico, no primeiro ano de gestão, o grupo realizou diversas reformas e adquiriu novos equipamentos, investindo cerca de 5 milhões de reais, além de aumentar o quadro de funcionários.